# قطعنامه ۱۱۳۳ شورای امنیت
قطعنامه ۱۱۳۳ شورای امنیت سازمان ملل متحد که در تاریخ ۲۰ اکتبر ۱۹۹۷ تصویب شد، سندی بین‌المللی دربارهٔ بررسی وضعیت صحرای غربی است. این قطعنامه طی نشست ۳۸۲۵ام با ۱۵ رای موافق، ۰ مخالف و ۰ ممتنع تصویب شد.